# Органічний синтез
Органі́чний си́нтез — галузь хімічного синтезу, що займається отриманням органічних сполук за допомогою органічних реакцій. Часто органічні молекули мають вищий рівень складності, у порівнянні з неорганічними, тому органічний синтез розвинувся в одну з найголовніших галузей органічної хімії. Дослідження в межах органічного синтезу загалом поділяються на повний синтез і методологію.